# ويليام نواه
ويليام نواه هو سياسي كندي، ولد في 1943.